# لای لای وین
لای لای وین (برمه‌ای: လဲ့လဲ့ဝင်း؛ زادهٔ ۹ فوریهٔ ۱۹۷۷) ورزشکار دو و میدانی زن در رشته دو سرعت اهل میانمار است که در مجموع در بازی‌های آسیای جنوب شرقی که با زمان ۵۵٫۱۱ دقیقه برندهٔ ۱ مدال نقره شده‌است. وین در بازی‌های المپیک تابستانی ۲۰۰۸ پکن نماینده میانمار در رشته ۲۰۰ متر زنان بود.